# Famima.com
A famima.com Co., Ltd. (株式会社ファミマ・ドット・コム) tosimai székhelyű japán csomagküldő vállalat, a FamilyMart leányvállalata, a famima.com (ファミマ.com) tartománynéven e-kereskedelmi weboldal működtetője.

## Áttekintés
A famima.com Co., Ltd. a FamilyMart Co., Ltd. e-kereskedelemmel, illetve a FamiPort multimédiás számítógép-terminálok üzemeltetésével és karbantartásával foglalkozó leányvállalata, melyet 2000. május 19-én alapítottak tosimai (Tokió) székhellyel. A cég 2000 októberében kezdte meg az interneten keresztüli értékesítést, míg 2000 decemberében vezette be a FamiPort-terminálokat. A vállalat 2006 júliusában elindította az ételekre összpontosuló Famima Foodpark internetes vásárlási weboldalt. A famima.com Co., Ltd. 2010. december 8-án famima.com név alatt összevonta az átfogó famima.com, illetve a Famima Foodpark internetes vásárlási weboldalakat.
A vállalat Famima.com Magazine (Famima.com マガジン) címmel ingyenes havilapot is megjelentet.

## Részvényesek
- FamilyMart Co., Ltd. — 50,5%
- Itochu Corporation — 14,5%
- NTT DATA Corporation — 10,0%,
- Toyota Motor Corporation — 10,0%
- Dai Nippon Printing Co., Ltd. — 5,0%
- JTB Corporation — 5,0%
- Pia Corporation — 5,0%